# P18-veld

Locatie van het P18-veld (groen=olie, rood=gas, blauw=CO2

Het P18-veld is een aardgasveld in de zuidelijke Noordzee. Het wordt geëxploiteerd door oliemaatschappij TAQA Energy.
Het reservoir bevindt zich in het West-Nederlands Bekken in de Bontzandsteen uit de Boven-Germaanse Trias Groep. De steenkool van de Limburg Groep uit het Carboon is het moedergesteente van het aardgas.
Er was een plan om na 2015 in dit veld CO2 op te slaan in het kader van het Rotterdam Opslag en Afvang Demonstratieproject. Dit project werd in 2017 zonder resultaat stopgezet.
In 2023 werd door de Raad van State uitgesproken dat het Porthosproject kan doorgaan om CO2 in P18 op te slaan.